# Peperomia strawii
Peperomia strawii là một loài thực vật có hoa trong họ Hồ tiêu. Loài này được Hutchison ex G. Pino & Klopfenstein mô tả khoa học đầu tiên năm 2004.